# 鲁光 (作家)
鲁光（1937年—），原名徐世成，男，浙江永康人，中国体育记者、作家，曾任中华全国新闻工作者协会常务理事，中华全国体育总会常务理事，中国报告文学学会副会长，中国作家协会名誉委员。